# Иващенко (посёлок)
Иващенко (укр. Іващенко) — посёлок, относится к Свердловскому району Луганской области Украины. Под контролем самопровозглашённой Луганской Народной Республики.

## География
Ближайшие населённые пункты: посёлки Хмельницкий и Бирюково на востоке, сёла Карпово-Крепенское и Дарьино-Ермаковка на юго-востоке, Верхнетузлово на юге, Зеленополье на юго-юго-западе; посёлок Нагольно-Тарасовка и сёла Новодарьевка, Марьевка, Дарьевка на западе, Березовка, Матвеевка, посёлки Киселёво, Шахтёрское на севере, Калининский, сёла Уткино, Кондрючее и город Свердловск на северо-востоке.

## Население
Население по переписи 2001 года составляло 198 человек.

## Общие сведения
Почтовый индекс — 94841. Телефонный код — 6434. Занимает площадь 34,5 км². Код КОАТУУ — 4424284403.

## Местный совет
94855, Луганская обл., Свердловский сельский совет, с. Матвеевка, ул. Октябрьская, 14а